# Championnat du monde de badminton par équipes féminines 2012
Navigation
Kuala Lumpur 2010 New Dehli 2014
La 24e édition du championnat du monde de badminton par équipes féminines, appelé également Uber  Cup, a eu lieu du 20 au 27 mai 2012 à Wuhan en Chine.
La Chine remporte l'épreuve pour la 12e fois sur les 15 dernières éditions.

## Format de la compétition
57 nations participent à l'Uber Cup. A l'issue d'une phase de qualifications continentales, 12 équipes accèdent à la phase finale.
Ces 12 nations sont placées dans 4 poules de 3 équipes, en fonction du classement mondial des joueurs qui les composent. Les 3 équipes s'affrontent sur 3 jours et les 2 premiers de chaque poule sont qualifiés pour les quarts de finale, stade à partir duquel les matches deviennent à élimination directe.
Chaque rencontre se joue en 5 matches : 3 simples et 2 doubles qui peuvent être joués dans n'importe quel ordre (accord entre les équipes).

## Qualifications
| Confédération          | Afrique                                                      | Amériques                                   | Asie | Europe | Océanie                                       |
| ---------------------- | ------------------------------------------------------------ | ------------------------------------------- | --- | --- | --------------------------------------------- |
| Date                   | 22 au 25 février                                             | 17 au 19 février                            | 13 au 19 février | 14 au 19 février | 18 et 19 février                              |
| Lieu                   | Addis-Abeba                                                  | El Monte                                    | Macao | Amsterdam | Ballarat                                      |
| Nombre de participants | 7                                                            | 5                                           | 13 | 29 | 3                                             |
| Pays participants      | Afrique du Sud Égypte Éthiopie Maroc Maurice Nigeria Ouganda | Barbade Brésil Canada États-Unis Porto Rico | Chine Hong Kong Inde Indonésie Japon Kazakhstan Macao Malaisie Singapour Sri Lanka Taipei chinois Thaïlande Viêt Nam | Allemagne Angleterre Belgique Biélorussie Bulgarie Chypre Croatie Danemark Écosse Espagne Estonie Finlande France Hongrie Irlande Islande Italie Lituanie Pays-Bas Pays de Galles Pologne Portugal Tchéquie Russie Slovaquie Slovénie Suède Suisse Ukraine | Australie Nouvelle-Calédonie Nouvelle-Zélande |
| Qualifié(s)            | Afrique du Sud                                               | États-Unis                                  | Japon Indonésie Taipei chinois Thaïlande                                                                             | Allemagne Danemark Pays-Bas | Australie                                     |

## Tournoi final

### Localisation de la compétition
Les épreuves se sont déroulées au Stade du centre sportif à Wuhan en Chine.

### Participants
Les pays sont qualifiés à l'issue de compétitions continentales. Le tenant du titre et le pays hôte sont qualifiés d'office.
| Confédération   | Qualifié(s)                              |
| --------------- | ---------------------------------------- |
| Asie            | Japon Indonésie Taipei chinois Thaïlande |
| Afrique         | Afrique du Sud                           |
| Europe          | Danemark Pays-Bas Allemagne              |
| Océanie         | Australie                                |
| Amérique        | États-Unis                               |
| Tenant du titre | Corée du Sud                             |
| Pays hôte       | Chine                                    |

### Phase préliminaire
3 matches joués dans chaque poule respectivement les 20, 21 et 22 mai.
| Qualifié pour les quarts de finale |

### Phase finale

#### Tableau final
|  | Quarts de finale | Quarts de finale | Quarts de finale | Quarts de finale |       |       | Demi-finales | Demi-finales | Demi-finales | Demi-finales |  |  | Finale | Finale | Finale | Finale |
|  |                  |                  |                  |                  |       |       |              |              |              |              |  |  |        |        |        |        |
|  | 23 mai           | 23 mai           | 23 mai           | 23 mai           |       |       | 24 mai       | 24 mai       | 24 mai       | 24 mai       |  |  | 26 mai | 26 mai | 26 mai | 26 mai |
|  | 23 mai           | 23 mai           | 23 mai           | 23 mai           |       |       | 24 mai       | 24 mai       | 24 mai       | 24 mai       |  |  | 26 mai | 26 mai | 26 mai | 26 mai |
|  | Chine            | Chine            | 3                | 3                |       |       | 24 mai       | 24 mai       | 24 mai       | 24 mai       |  |  | 26 mai | 26 mai | 26 mai | 26 mai |
|  | Chine            | Chine            | 3                | 3                |       |       | 24 mai       | 24 mai       | 24 mai       | 24 mai       |  |  | 26 mai | 26 mai | 26 mai | 26 mai |
|  | Allemagne        | Allemagne        | 0                | 0                |       |       | 24 mai       | 24 mai       | 24 mai       | 24 mai       |  |  | 26 mai | 26 mai | 26 mai | 26 mai |
|  | Allemagne        | Allemagne        | 0                | 0                | Chine | Chine | 3            | 3            |              |              |  |  | 26 mai | 26 mai | 26 mai | 26 mai |
|  | 23 mai           |                  |                  |                  | Chine | Chine | 3            | 3            |              |              |  |  | 26 mai | 26 mai | 26 mai | 26 mai |
|  |                  |                  | Thaïlande        | Thaïlande        | 0     | 0     |              |              |              |              |  |  | 26 mai | 26 mai | 26 mai | 26 mai |
|  | Thaïlande        | Thaïlande        | Thaïlande        | Thaïlande        | 0     | 0     | 3            | 3            |              |              |  |  | 26 mai | 26 mai | 26 mai | 26 mai |
|  | Thaïlande        | Thaïlande        | 24 mai           |                  |       |       | 3            | 3            |              |              |  |  | 26 mai | 26 mai | 26 mai | 26 mai |
|  | Danemark         | Danemark         | 1                | 1                |       |       |              |              |              |              |  |  | 26 mai | 26 mai | 26 mai | 26 mai |
|  | Danemark         | Danemark         | 1                | 1                | Chine | Chine | 3            | 3            |              |              |  |  |        |        |        |        |
|  | 23 mai           |                  |                  |                  | Chine | Chine | 3            | 3            |              |              |  |  |        |        |        |        |
|  |                  |                  | Corée du Sud     | Corée du Sud     | 0     | 0     |              |              |              |              |  |  |        |        |        |        |
|  | Indonésie        | Indonésie        | Corée du Sud     | Corée du Sud     | 0     | 0     | 2            | 2            |              |              |  |  |        |        |        |        |
|  | Indonésie        | Indonésie        |                  |                  |       |       |              |              |              |              |  |  |        |        |        |        |
|  | Japon            | Japon            | 3                | 3                |       |       |              |              |              |              |  |  |        |        |        |        |
|  | Japon            | Japon            | 3                | 3                | Japon | Japon | 0            | 0            |              |              |  |  |        |        |        |        |
|  | 23 mai           |                  |                  |                  | Japon | Japon | 0            | 0            |              |              |  |  |        |        |        |        |
|  |                  |                  | Corée du Sud     | Corée du Sud     | 3     | 3     |              |              |              |              |  |  |        |        |        |        |
|  | Corée du Sud     | Corée du Sud     | Corée du Sud     | Corée du Sud     | 3     | 3     | 3            | 3            |              |              |  |  |        |        |        |        |
|  | Corée du Sud     | Corée du Sud     |                  |                  |       |       |              | 3            |              |              |  |  |        |        |        |        |
|  | Taipei chinois   | Taipei chinois   | 2                | 2                |       |       |              |              |              |              |  |  |        |        |        |        |
|  | Taipei chinois   | Taipei chinois   | 2                | 2                |       |       |              |              |              |              |  |  |        |        |        |        |
|  |                  |                  |                  |                  |       |       |              |              |              |              |  |  |        |        |        |        |